# Pultenaea polifolia
Pultenaea polifolia là một loài thực vật có hoa trong họ Đậu. Loài này được A.Cunn. miêu tả khoa học đầu tiên.